# Vladimir Danovsky

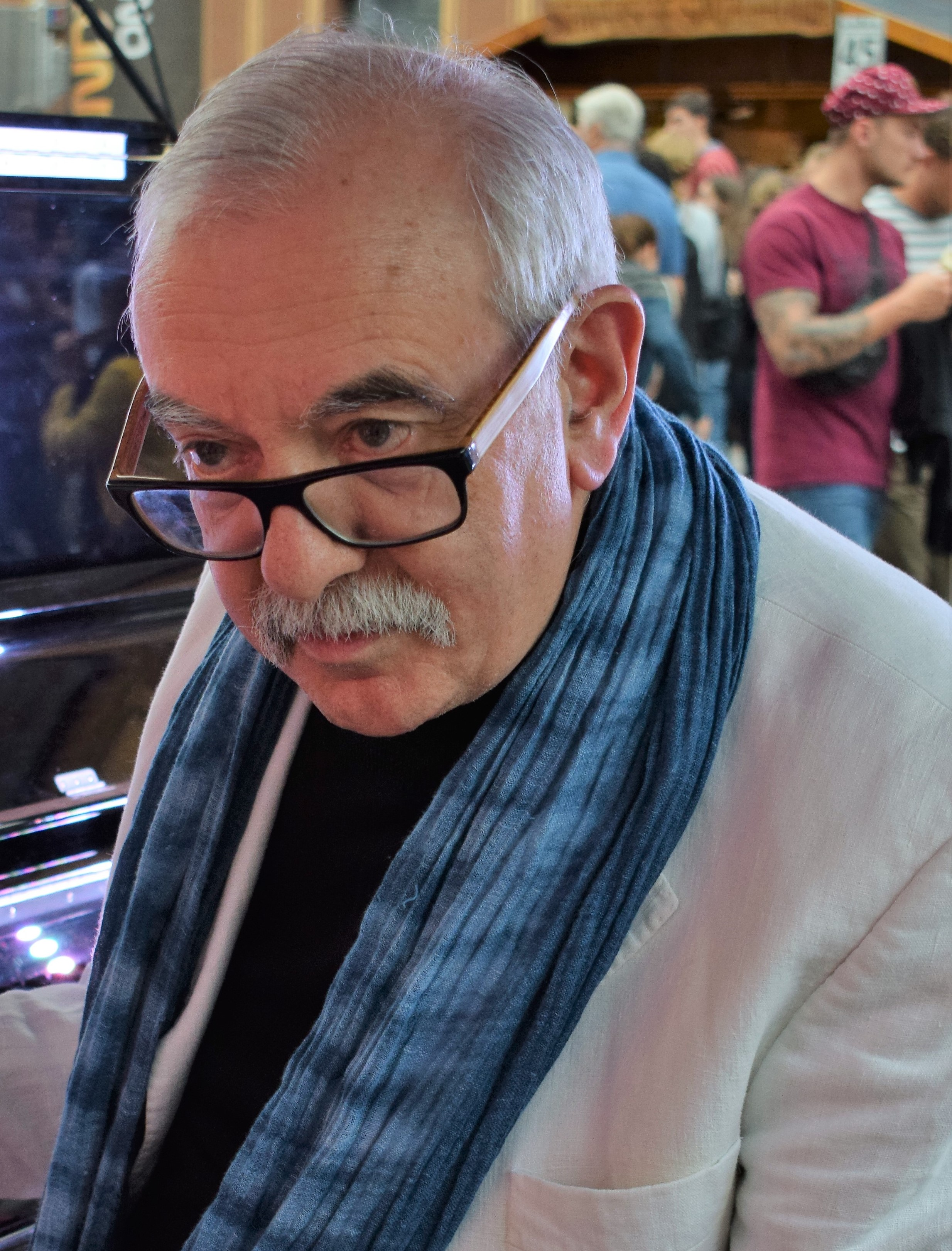
Vladimir Danovsky

Vladimir Danovsky (* 8. September 1945 in Sofia, Bulgarien) ist ein Schauspiel- und Opernregisseur, Autor und Theaterpädagoge. Nach einer fast 10-jährigen Anfangsphase in seinem Heimatland ist er überwiegend im deutschsprachigen Raum tätig. Seit 2005 realisiert er eigene grenz- und gattungsüberschreitende Kulturprojekte.
Im Zentrum von Danovskys Arbeit steht die Suche nach neuen Formen des Zusammenwirkens der Künste, insbesondere des Theaters und der Musik, nach alternativen Aufführungsorten und nach Querverbindungen des Theaters mit anderen Berufs- und Lebensbereichen.

## Biographie

### Elternhaus
Vladimir Danovsky wuchs in einer Künstlerfamilie auf. Sein Vater, der Regisseur Bojan Danowski, gilt als erster Modernisierer des bulgarischen Theaters und Vertreter der sogenannten Großen Theaterreform des 20. Jahrhunderts, die mit Namen wie Konstantin Stanislawski und Wsewolod Meyerhold in Russland, Max Reinhardt, Erwin Piscator und Bertolt Brecht in Deutschland verbunden ist.
Danovskys Mutter Vessela Danovska war Schauspielerin am Nationaltheater Sofia.

### Ausbildung
Vladimir Danovsky absolvierte die Musikakademie in Sofia mit den Hauptfächern Klavier und Musikwissenschaft. Von 1970 bis 1973 war er Regiehospitant an der Staatsoper Berlin unter dem Chefregisseur Erhard Fischer. Parallel besuchte er regelmäßig Proben von Walter Felsenstein (Komische Oper Berlin), Ruth Berghaus (Staatsoper Berlin, Berliner Ensemble) und Benno Besson (Volksbühne Berlin).

### Bulgarien
Danovskys Regiearbeit in Bulgarien (1973–1981) verlieh dem damals ziemlich konservativen Opernbetrieb des Landes neue Impulse. Seine kontrovers empfangene Inszenierung von Verdis Aida an der Nationaloper Sofia verweigerte den Pomp der „Grand Opéra“ und beleuchtete die spirituelle Dimension des Werkes, zum Beispiel, indem sie ägyptische Götter als geheime Drahtzieher der Handlung einführte.
In den Kellerräumen derselben Nationaloper inszenierte Danovsky The Beggar’s Opera – ein Werk aus dem 18. Jahrhundert (später Vorlage für Brechts Dreigroschenoper), das bereits zur Zeit seiner Entstehung ein Angriff auf die offizielle, staatstragende Opernkunst und darüber hinaus ein subversiver Akt voller aktueller politischer Anspielungen war. Die Inszenierung, die immer wieder das Publikum ins Bühnengeschehen einbezog, wurde mehrere Jahre vor ausverkauftem Saal gespielt.
An der Staatsoper in Varna inszenierte Danovsky die Oper Jula des damals jungen aufstrebenden bulgarischen Komponisten Krassimir Kyurktschiyski. Die Liebesgeschichte zwischen einem kommunistischen Widerstandskämpfer und einer katholischen Novizin mitten im Zweiten Weltkrieg sorgte für manche Irritationen im damals von ideologischer Staatsdoktrin geprägtem Kulturbetrieb.
Höhepunkt seiner Tätigkeit in Bulgarien und zugleich Wendepunkt in Danovskys beruflicher Laufbahn wurde die Produktion von Carl Orffs Einaktern Die Kluge und Der Mond. Diese realisierte er mit seinen Studenten am Studientheater der Musikakademie und zeigte sie während des internationalen Festivals Sofioter Wochen. Ein anwesender deutscher Kritiker schrieb darüber im Münchner Journal Rogners Magazin einen sehr positiven Artikel, in dem er die Inszenierung mit der damals weltberühmten Produktion Ein Sommernachtstraum von Peter Brook verglich.
Einige Wochen später erhielt Danovsky einen Brief des Komponisten, der mehr über seine Arbeit erfahren wollte. Anlass für Danovsky eine Reise nach Deutschland zu unternehmen und auch Orffs Haus in Dießen am Ammersee zu besuchen. In der Folge ergaben sich die ersten Kontakte mit Theatern in der Bundesrepublik.

### Deutschland

#### I.O.O. München
Am Anfang von Danovskys Tätigkeit in Deutschland standen Inszenierungen an der International Opera Organisation (I.O.O). Die Gruppe war ein wesentlicher Teil der in den 1970er Jahren sehr lebendigen freien Theaterszene in München. Danovskys Produktionen an der I.O.O. entstanden in Zusammenarbeit mit der Musikhochschule München, aus der die Sänger kamen, und der Akademie der bildenden Künste München, zuständig für Bühnenbild und Kostüme.

#### Landestheater Memmingen
1980 wurde Danovsky eingeladen, Oberspielleiter und stellvertretender Intendant des Landestheater Memmingen in Memmingen zu werden. Daraufhin übersiedelte er 1981 mit seiner Familie nach Deutschland.
In Memmingen, wo ihn eine fast ausschließlich junge, hochmotivierte Schauspielergruppe erwartete, blieb Danovsky für 4 Jahre, von 1981 bis 1985. Die Bandbreite der Inszenierungen reichte von klassischen Autoren wie Aristophanes, Shakespeare, Dostojewski und Tschechow, über amerikanische Musicals bis hin zu Werken zeitgenössischer deutschsprachiger Autoren – eigentlicher Schwerpunkt der Arbeit Danovskys in dieser Stadt.
Bereits die Antrittsinszenierung, Hölderlin von Peter Weiss, beeindruckte das Publikum mit einer Mischung aus politischem Engagement und psychologischem Tiefgang, Poesie und Brecht'scher Verfremdung.
Im dritten Jahr kam Mercedes von Thomas Brasch in einer Tiefgarage zur Aufführung. Untergang der Titanic von Hans Magnus Enzensberger im Keller des Theaters erregte überregionale Aufmerksamkeit.
„Alles was das avantgardistische Theater an Ausdrucksformen entwickelt hat, steht diesem Regisseur mit geradezu frappierender Selbstverständlichkeit zur Verfügung“, bemerkte Manfred Seiler in der Sendung Kultur vor eins des Bayerischen Rundfunks.
Der Journalist Michael Skasa widmete der Titanic-Produktion und insgesamt der Arbeit Danovskys in Memmingen im Feuilleton der Süddeutschen Zeitung eine ganze Seite.

### Wanderjahre
Nach dem Artikel von Skasa erreichten Danovsky Einladungen von mehreren Theatern. Es folgten Jahre der Gastinszenierungen an verschiedenen Orten. Darunter:
- Ella, Achternbuschs intensiver Bühnenmonolog eines Sohnes, der sich mit seiner psychisch kranken Mutter identifiziert – aufgeführt erneut in einem Keller, diesmal dem des Rathauses der Schweizer Stadt Luzern

- Das in Stalins Sowjetunion hoch brisante Stück von Nikolai Erdman Der Selbstmörder am Münchner Volkstheater

- Der Silbersee am Stadttheater Gießen – das letzte in Deutschland geschriebene Werk des großen Komponisten Kurt Weill, das von den Nazis abgesetzt wurde

- Bizets Carmen in einer deutsch-japanischen Produktion auf Hokkaido, der nördlichsten Insel Japans, inszeniert in einem völlig abstrakten, quasi fernöstlichen Stil

## Eigene Kulturprojekte und Bühnenwerke

### EurOpera
1996 gründete Danovsky zusammen mit einer Gruppe Münchner Künstler aus verschiedenen Bereichen EurOpera e.V. – eine Organisation für interkulturelle Zusammenarbeit; Netzwerk und Begegnungsort für Kulturschaffende aus verschiedenen Ländern, Regionen und Kulturkreisen, gleichzeitig Labor für Projekte, welche die Problematik und Chancen dieser Verschiedenheiten thematisieren.
Im Zentrum des Konzeptes steht die Überwindung von Grenzen: geographischer, denen zwischen Künstlern und Publikum, zwischen verschiedenen Kunstgattungen, zwischen Kunst und anderen Bereichen wie Politik, Wissenschaft etc. Für Danovsky auch eine Gelegenheit, den „östlichen“ und „westlichen“ Teil seiner Biographie zu verbinden.

#### Die Rettung
Danovsky recherchierte mehrere Jahre über die Rettung der bulgarischen Juden im 2. Weltkrieg.
Sein Theaterstück Die Rettung, geschrieben 2008–2010, erzählt diese Geschichte auf verschiedenen Ebenen: die geradezu unmöglich erscheinende Liebesbeziehung zwischen einer Retterin der Juden und deren ärgstem Verfolger in Bulgarien; die politischen Kontroversen innerhalb des Landes; das „kollektive Unbewusste“ eines Volkes, das seine Menschlichkeit entdeckt.
Das Stück nennt sich im Untertitel „szenische Passion“ und ist eine individuelle Form von Musiktheater. Die Musik schrieb der in Bulgarien hoch geschätzte Komponist Lyubomir Denev, der dafür ein Stipendium des Bayerischen Staatsministeriums für Wissenschaft und Kunst erhielt, verbunden mit einjährigem Aufenthalt in der Villa Concordia, Bamberg.
Die Rettung wurde mit einer Gruppe Münchner Schauspieler als Produktion von EurOpera realisiert, im Konferenzsaal der Konrad-Adenauer-Stiftung in Berlin uraufgeführt, beim Hohen Friedensfest und später im Rahmen des Festivals 1000 Töne in der Augsburger Synagoge sowie bei den Europäischen Wochen Passau in einer katholischen Kirche nachgespielt.
Für Die Rettung erhielt Danovsky den Europäischen Toleranzpreis 2011/2012 des Kulturforums Europa (kfe) und den Marion-Samuel-Preis 2016 der Stiftung Erinnerung Lindau.

#### Reaktionen aufDie Rettung
„… Dieses Musiktheaterprojekt ist nicht nur allen mutigen Frauen und Männern gewidmet, die an der Rettung der bulgarischen Juden beteiligt waren, sondern beinhaltet auch die Aufforderung, Mut zum persönlichen Engagement um Menschlichkeit sowie Akzeptanz von Minderheiten im heutigen Europa zu zeigen …“
Dieter Topp, KulturForum Europa – Laudatio zur Preisverleihung
„… Das Stück beschreibt die Geschichte der Rettung von 50.000 Juden in Bulgarien während des 2. Weltkrieges sehr eindrucksvoll in Form einer szenischen Passion … Die Schauspieler führten ein beklemmendes Protokoll vor, das in seiner konkreten Erzählweise erschütterte.“
Christian Bauer, Orpheus Magazin
„… Der sakrale Raum der Augsburger Synagoge mit seiner mächtigen Kuppel war die perfekte Bühne für Brecht’sche Effekte und ein szenisches Schauspiel über Mut, Zivilcourage und Humanität.“
Stephanie Schoene, Augsburger Allgemeine

## Autor
Während seines Weiterbildungs-Aufenthaltes in Berlin war Danovsky Korrespondent der größten bulgarischen Kulturzeitung; diese Zusammenarbeit setzte sich mit Unterbrechungen über mehrere Jahrzehnte fort. Parallel zu seiner Tätigkeit als Regisseur in Bulgarien schrieb er Drehbücher für den staatlichen Fernsehsender (z. B. Children’s Corner nach dem gleichnamigen Klavierzyklus von Claude Debussy, ein Fernsehfilm mit Schauspielern und Puppen) und das Theaterstück Die Jahreszeiten über die Beziehung zwischen dem russischen Komponisten Pjotr Tschaikowsky und der Mäzenin Nadeschda von Meck.
Danovskys wichtigster Text in deutscher Sprache ist das Theaterstück Die Rettung. Momentan arbeitet er an einem Roman zum selben Thema.

## Theaterpädagoge
In Osteuropa sind Theaterarbeit und Theaterausbildung eng miteinander verbunden. Dieser Tradition folgend übernahm Danovsky parallel zu seiner Regietätigkeit in Bulgarien eine eigene Klasse an der Musikakademie Sofia. Ausgerechnet eine Studentenproduktion, Orffs Die Kluge und Der Mond, wurde zum Sprungbrett für Danovskys Engagements in Deutschland. In Beggar‘s Opera an der Sofioter Nationaloper agierte neben den etablierten Solisten eine äußerst bewegliche Studentengruppe.
In Deutschland setzte Danovsky seine Arbeit mit jungen Menschen fort, indem er die Musiktheaterwerkstatt München gründete – eine Studiobühne für szenische Ausbildung von Opernsängern und Musicaldarstellern wie für experimentelle Produktionen im Grenzbereich zwischen Theater, Musik und Bewegung. Von zentraler Bedeutung während der Existenz dieser Struktur (1990–2005) war die Produktion Ella und K. – eine szenische Kollage aus der Korrespondenz von Wassily Kandinsky und Gabriele Münter und vokalen Werken von Schönberg, Berg, Webern und Richard Strauss.

## Inszenierungen (Auswahl)
- Bertolt Brecht/Kurt Weill: Mahagonny (Theater 4+4 Sofia, Bulgarien)

- Giuseppe Verdi: Don Carlos (Staatsoper Stara Sagora, Bulgarien)

- Krassimir Kjurkschiiski: Jula (Staatsoper Varna, Bulgarien)

- Giuseppe Verdi: Aida (Staatsoper Sofia, Bulgarien)

- John Gay / Johann Christoph Pepusch (Bearbeitung Benjamin Britten): The Beggars Opera (Nationaloper Sofia)

- Richard Rodgers / Oscar Hammerstein II: Oklahoma! (Staatstheater für Operette und Musical, Sofia)

- Carl Orff: Die Kluge und Der Mond (Studientheater der Musikakademie, Sofia)

- Georges Bizet: Doktor Mirakel (Studientheater der Musikakademie, Sofia)

- Gaetano Donizetti: Don Pasquale (International Opera Organisation, München)

- Gioachino Rossini: Der Barbier von Sevilla (International Opera Organisation, München)

- Wolfgang Amadeus Mozart: Così fan tutte (International Opera Organisation, München)

- Peter Weiss: Hölderlin (Landestheater Memmingen)

- Dale Wasserman / Mitch Leigh: Der Mann von La Mancha (Landestheater Memmingen)

- John Kander / Joe Masteroff: Cabaret (Landestheater Memmingen)

- William Shakespeare: Romeo und Julia (Landestheater Memmingen)

- Anton Tschechow: Drei Schwestern (Landestheater Memmingen)

- Aristophanes: Die Vögel (Landestheater Memmingen)

- Fjodor Dostojewski / Pavel Kohout (Bühnenfassung): Der Spieler (Landestheater Memmingen)

- Thomas Brasch: Mercedes (Landestheater Memmingen)

- Hans Magnus Enzensberger: Untergang der Titanic (Landestheater Memmingen)

- Michael Frayn: Noisess off (Stadttheater Luzern, Schweiz)

- Herbert Achternbusch: Ella (Stadttheater Luzern)

- Patrick Süskind: Der Kontrabass (Stadttheater Luzern)

- Nikolai Erdman: Der Selbstmörder (Volkstheater München)

- Charles Gounod: Margarethe (Faust) (Stadttheater Gießen)

- Georg Kaiser / Kurt Weill: Silbersee (Stadttheater Gießen)

- Georges Bizet: Carmen (deutsch-japanische freie Produktion, Asahikawa, Japan)

- Vladimir Danovsky: Ella und K. (Musiktheaterwerkstatt München)

- Vladimir Danovsky/Lyubomir Denev: Die Rettung (EurOpera München)

## Schriften und Gespräche

### Artikel
Vladimir Danovsky: Die Normalität des Guten NU, Wien, 2/2015, S. 28/29

### Interviews
Von Bulgarien über Ruth Berghaus zu Brecht – und zur „Rettung“. Dreigroschenheft, 1/2016, S. 35/40
Das Vergnügen den Kopf des Nagels zu treffen – Boyan Danovskys Begegnungen mit Brecht und anderen. Vladimir Danovsky im Gespräch mit Joachim Lucchesi. Dreigroschenheft, 3/2009, S. 12/20
Sabine Dulz: Eine neue Form des Spießertums. Ein Gespräch mit Regisseur Vladimir Danovsky. Münchner Applaus, Nr. 3/89, S. 24

## Auszeichnungen
- Europäischer Toleranzpreis 2011/2012, Kulturforum Europa (kfe)
- Marion-Samuel-Preis 2016